# Novatek
Novatek (rusky ПАО НОВАТЭК) je, po Gazpromu, druhý největší ruský producent zemního plynu a sedmá největší veřejně obchodovaná společnost na světě podle objemu produkce zemního plynu. Společnost byla původně známá jako OAO FIK Novafininvest. Novatek sídlí v Jamalsko-něneckém autonomním okruhu, který je součástí Ťumeňská oblast na západní Sibiři. Hlavní sídlo společnosti je však v Moskvě.
Novatek je největším ruský producentem zkapalněného zemního plynu (LNG).

## Historie a vlastníci společnosti
Firma byla založena 16. srpna 1994 pod názvem OJSC Novafininvest. V roce 2003 přejmenována na Novatek. 
Společnost se zabývá těžbou plynu v Jamalsko-něneckém autonomním okruhu, přičemž její těžba činí asi 10 % celoruské produkce plynu. Podle Forbes činily na konci roku 2021 prokázané zásoby kontrolované Novatekem asi 16,4 miliardy barelů ropného ekvivalentu, což řadilo Novatek na třetí místo mezi veřejnými společnostmi na světě z hlediska prokázaných rezerv.
Hlavními akcionáři společnosti jsou zakladatel a předseda představenstva společnosti Leonid Michelson, Putinovi blízký oligarcha Gennadij Timčenko, francouzská firma Total a ruskou vládou kontrolovaný koncern Gazprom.

## Dopady ruské invaze na Ukrajinu
Po zahájení ruské invazi na Ukrajinu londýnská burza 3. března 2022 oznámila pozastavení obchodování s cennými papíry pro ruské firmy, čímž byl ovlivněn i Novatek. Později v únoru 2023 Novatek pozastavil své kotování na londýnské burze.
V dubna 2022 polská vláda uvalila sankce na Novatek a jeho polskou dceřinou společnost Novatek Green Energy. Tržby Novatek Green Energy v roce 2021 činily 382 milionů dolarů z prodeje zkapalněného zemního plynu na evropský trh. V dubnu 2023 polské úřady oznámily prodej aktiv společnosti.

### Požár plynového terminálu
V noci na neděli 21. ledna 2024 došlo k rozsáhlému požáru terminálu Usť-Luga. Ukrajinska pravda s odkazem na zdroje bezpečnostních složek uvedla, že šlo o výsledek operace ukrajinské tajné služby SBU s pomocí dronů. Ruské úřady ani Novatek oficiálně požár s ukrajinskými aktivitami nespojili.

### Právo vytvořit firemní bezpečnostní síly
V dubnu 2014 ruský parlament schválil návrh, aby Novatek získal právo zřídit vlastní bezpečnostní síly k ochraně svých zařízení.